# Camenta schoutedeni
Camenta schoutedeni är en skalbaggsart som beskrevs av Moser 1914. Camenta schoutedeni ingår i släktet Camenta och familjen Melolonthidae. Inga underarter finns listade.